# 노스도싯

노스도싯의 위치

노스도싯(영어: North Dorset)은 잉글랜드 도싯주에 있었던 비도시 자치구였다. 대부분의 지역이 농촌으로 구성되어 있었지만 블랜퍼드포럼을 중심으로 길링엄, 샤프츠베리, 스탈브리지, 스터민스터뉴튼 등의 마을이 분포하였다. 노스도싯의 대부분 지역은 도싯주를 흐르는 스투어강의 계곡을 따라 자리잡았으며 이를 '블랙모어 베일' (Blackmore Vale)이라 부른다. 노스도싯의 주요 경제활동은 낙농업 위주로 이뤄졌다.
1974년 4월 1일 지방정부법 발효에 따라 설치되었으며 블랜드퍼드포럼, 샤프츠베리, 블랜드퍼드 지방자치구, 샤프츠베리 지방자치구, 스터민스터 지방자치구를 비롯한 자치시들을 통합해 만들어졌다. 그러나 2019년 4월 1일부로 비도시자치구와 지역의회가 폐지되었으며, 본머스 도시권 외곽을 차지하는 다른 비도시자치구 4곳과 함께 도싯 단일자치구를 이루게 되었다.
2001년 영국 인구총조사 통계에 따르면 노스도싯의 인구는 61,905명, 가구수는 25,248명이었다. 이는 1991년 인구수에 비해 8,300명이 늘어난 규모였다.

## 마을 목록
인구수가 2500명을 넘는 마을은 굵게 표시하였다.
- 앤더슨
- 애시모어
- 벨찰웰
- 블랜드퍼드포럼
- 버튼
- 브라이언스턴
- 버크혼웨스턴
- 캔
- 찰튼마셜
- 치틀
- 차일드오크퍼드
- 컴튼애버스
- 듀레스턴
- 이스트오처드
- 이스트스투어
- 파넘
- 파이프헤드맥덜린
- 폰트멀매그나
- 길링엄
- 글랜빌스우튼
- 해문
- 헤이즐베리브라이언
- 힐튼
- 힌튼세인트메리
- 이버턴
- 이워너코트니
- 이워너민스터
- 킹턴매그너
- 랭턴롱블랜드퍼드
- 리들린치
- 맨스턴
- 맵파우더
- 마가릿마시
- 만헐
- 멜베리애버스
- 밀본세인트앤드류
- 밀턴애버스
- 모트컴
- 오크퍼드피츠페인
- 핌펀
- 풀럼
- 샤프츠베리
- 실링스톤
- 실턴
- 스퍼티스베리
- 스탈브리지
- 스토크웨이크
- 스투어플레인
- 스투어프로보스트
- 스투어턴컨들
- 스투어로
- 스터민스터뉴튼
- 서튼왈드론
- 태런트크로퍼드
- 태런트건빌
- 태런트힐튼
- 태런트키네스턴
- 태런트론스턴
- 태런트몽크턴
- 태런트로스턴
- 태런트러시턴
- 토드버
- 터너스
- 웨스트오처드
- 웨스트스투어
- 윈터본클렌스턴
- 윈터본호튼
- 윈터본킹스턴
- 윈터본스틱랜드
- 윈터본화이트처치
- 윈터본젤스턴
- 울랜드